# Кислиця (село)
Кисли́ця — село Саф'янівської сільської громади в Ізмаїльському районі Одеської області України. Населення становить 2973 осіб, переважно українці.

Село розташоване на висоті 12 метрів, в центрально-південній частині Ізмаїльського району, на південно-східному березі озера Катлабуг, біля притоки Дунаю. Знаходиться на відстані 22 км на схід від районного центру Ізмаїл. 
До 1947 року село мало офіційну назву (рум. Câșlița-Dunăre), (укр. Кишлица-Дуньоре), того ж року було перейменовано на Кислицю.

## Історія
Село Кислиця було засноване в 1807 році нащадками донських козаків Некрасовців.
За Бухарестським мирним договором, підписаним 16/28 травня 1812 року між Російською імперією та Османською імперією, наприкінці російсько-турецької війни 1806-1812 років Росія окупувала східну територію Молдавії між Прутом і Дністром. , яку вона приєднала до Хотинської землі та Бессарабії/Буджака, відібраних у турків, назвавши всю Бессарабію (у 1813 р.) і перетворивши її на губернаторство, поділене на десять земель.
На початку 19 століття, згідно з переписом населення, проведеним царською владою в 1817 році, село Кислиця входило до Кілійського повіту Ізмаїльської землі.
З метою зміцнення свого панування над Бессарабією царська влада з початку війни сприяла поселенню в Південній Бессарабії родин болгар і гагаузів-переселенців з півдня Дунаю, а також повстанців, які отримували землі від російських окупантів Бессарабії. У 1819 році тут оселилися кілька сімей болгарських поселенців.
Після Паризького договору 1856 року, який завершив Кримську війну (1853-1856), Росія поступилася смугою землі в південно-західній Бессарабії (відома як Кагул, Болград та Ізмаїл) Молдавії. Після цієї територіальної втрати Росія більше не мала доступу до гирла Дунаю. Після унії Молдови з Валахією в 1859 році ця територія увійшла до складу нової держави Румунія (до 1866 року вона називалася «Об’єднані князівства Валахії та Молдавії»).
За Берлінським мирним договором 1878 року Румунія була змушена передати Росії південну Бессарабію. У період до Першої світової війни посилилися нарікання селянської бідноти на малоземелля. У грудні 1917 року керівництво в селі взяли більшовицькі активісти. Втручання румунської армії призвело до придушення більшовицького повстання та пацифікації міста.
Після об'єднання Бессарабії з Румунією 27 березня 1918 року село Кислиця було частиною Румунії, у Пласа-Фантана-Занелор Ізмаїльського повіту. Тоді більшість населення становили жителі Російської Імперії, була також громада румунів. За переписом 1930 року з 3059 мешканців села було 2381 українці та росіяни (77,84%), 562 румуни (18,37%), 42 болгари (1,37%), 12 євреїв, 1 гагауз і 61 іншої національності. На 1 січня 1940 року з 3456 мешканців села 1962 українці (56,77%), 1474 румуни (42,65%), 12 євреїв і 8 болгар.
У міжвоєнний період село входило в зону інтересів більшовицького активу з УРСР, де діяв підпільний ревком. Кілька жителів села брали участь у Татарбунарському повстанні 1924 року, організованому більшовиками в СРСР. Після придушення бунту було заарештовано 31 місцевого жителя. У 1925 році поліція заарештувала інших осіб, звинувачених у підривній діяльності. У вересні 1931 року за звинуваченням у комуністичній пропаганді було заарештовано ще 9 місцевих жителів.
Внаслідок пакту Ріббентропа-Молотова (1939 р.) Бессарабія, Північна Буковина та Герта були анексовані СРСР 28 червня 1940 р. Після радянської окупації Бессарабії Сталін розчленував її на три частини. Так, 2 серпня 1940 року було утворено Молдавську РСР, до складу УРСР увійшли південна (румунські повіти Четатя-Алба та Ізмаїл) і північна (Хотинський повіт) частини Бессарабії, а також північна Буковина і земля Герца. . 7 серпня 1940 р. була створена Ізмаїльська область, до складу якої увійшли території, розташовані на півдні Бессарабії і приєднані до УРСР.
У 1941-1944 роках всі території, раніше анексовані СРСР, знову увійшли до складу Румунії. Потім ці три території були знову окуповані СРСР у 1944 році та включені до складу Української РСР, згідно з територіальним устроєм, зробленим Сталіним після анексії 1940 року, коли Бессарабія була розбита на три частини. Всього у Другій світовій війні воювало 269 місцевих жителів, з них 120 загинуло на фронті.
У 1947 році радянська влада змінила офіційну назву села з Кишлица-Дуняре (рум.Câşlița-Dunăre) на Кислиця (рум.Kîsliția) . У 1954 році Ізмаїльська область була скасована, а складові населені пункти увійшли до Одеської області.
З 1991 року село Кислиця входить до складу Ізмаїльського району Одеської області незалежної України. Нині в селі проживає 2973 жителі, переважно українці.
12 червня 2020 року, відповідно до Розпорядження Кабінету Міністрів України від № 724-р «Про визначення адміністративних центрів та затвердження територій територіальних громад Одеської області», увійшло до складу Саф'янівської сільської територіальної громади.
19 липня 2020 року, в результаті адміністративно-територіальної реформи і ліквідації Ізмаїльського (1940  – 2020) району, село увійшло до складу новоутвореного Ізмаїльського району.

## Населення
Згідно з переписом 1989 року населення села становило 3156 осіб, з яких 1427 чоловіків та 1729 жінок.
За переписом населення 2001 року в селі мешкали 2964 особи.

### Мова
Розподіл населення за рідною мовою за даними перепису 2001 року:
| Мова       | Відсоток |
| ---------- | -------- |
| українська | 91,56 %  |
| російська  | 5,21 %   |
| румунська  | 1,45 %   |
| болгарська | 1,31 %   |
| гагаузька  | 0,34 %   |

Населення по рокам:
1930 рік: 3059 особи (перепис)
1940 рік: 3456 особи (приблизно)
2001 рік: 2973 особи (перепис)

## Постаті
- Балицький Віктор Сергійович (нар. 1937) — будівельник, доктор технічних наук.
- Гончар Василь Антонович (нар. 1961) — голова колективного сільськогосподарського підприємства «Дністровець» Білгород-Дністровського району Одеської області. Народний депутат України 2-го скликання.
- Ільченко Петро Іванович (нар. 1954) — радянський та український театральний режисер. Заслужений діяч мистецтв України (2004), заслужений працівник культури АР Крим, доцент, професор, викладач режисури, режисер-постановник Національного академічного драматичного театру ім. Івана Франко.